# Assaí (microregio)
Assaí is een van de 39 microregio's van de Braziliaanse deelstaat Paraná. Zij ligt in de mesoregio Norte Pioneiro Paranaense en grenst aan de microregio's Cornélio Procópio, Ibaiti, Telêmaco Borba, Londrina en Porecatu. De microregio heeft een oppervlakte van ca. 2.239 km². In 2006 werd het inwoneraantal geschat op 72.343.
Acht gemeenten behoren tot deze microregio:
- Assaí
- Jataizinho
- Nova Santa Bárbara
- Rancho Alegre
- Santa Cecília do Pavão
- São Jerônimo da Serra
- São Sebastião da Amoreira
- Uraí

Mesoregio's: Centro Ocidental Paranaense · Centro Oriental Paranaense · Centro-Sul Paranaense · Metropolitana de Curitiba · Noroeste Paranaense · Norte Central Paranaense · Norte Pioneiro Paranaense · Oeste Paranaense · Sudeste Paranaense · Sudoeste Paranaense

Microregio's: Apucarana · Assaí · Astorga · Campo Mourão · Capanema · Cascavel · Cerro Azul · Cianorte · Cornélio Procópio · Curitiba · Faxinal · Floraí · Foz do Iguaçu · Francisco Beltrão · Goioerê · Guarapuava · Ibaiti · Irati · Ivaiporã · Jacarezinho · Jaguariaíva · Lapa · Londrina · Maringá · Palmas · Paranaguá · Paranavaí · Pato Branco · Pitanga · Ponta Grossa · Porecatu · Prudentópolis · Rio Negro · São Mateus do Sul · Telêmaco Borba · Toledo · Umuarama · União da Vitória · Wenceslau Braz